# Дондуков, Дагба Доржиевич
Дагба Доржиевич Дондуков (15 февраля 1915, село Шанаа, Верхнеудинский уезд, Забайкальская область — 7 марта 1982, Улан-Удэ) — советский бурятский театральный актёр, народный артист РСФСР (1976).

## Биография
Родился 15 февраля 1915 года в улусе Шанаа Харганатской волости (ныне — Кижингинский район, Бурятия).
С 1926 года учился в школе в Зун-Шанаа, затем — в селе Эдэрмэг. Участвовал в художественной самодеятельности.
В 1933 году по совету и приглашению знаменитого земляка Чойжинимы Генинова поступил во вновь открытый Бурятский драматический театр. Одновременно с игрой в театре в 1938 году окончил театрально-музыкальное училище. Был исполнителем характерных и комедийных ролей, актёр самобытного дарования, созданные им образы отмечены ярким национальным колоритом.
В 1939 году воевал на Халхин-Голе. Участвовал в Великой Отечественной войне. С 1941 по 1942 годы служил в 51-м стрелковом полку 26-й гвардейской мотострелковой Восточно-Сибирской Городокской Краснознамённой ордена Суворова дивизии. Участник битвы под Москвой. В 1942 году был тяжело ранен, после лечения вернулся на родину.
За почти 50 лет работы в театре сыграл сотни ролей. Участник первой (1940) и второй (1959) декад бурятского искусства и литературы в Москве. В 1965, 1972, 1978 годах выезжал на гастроли в МНР.
Умер 7 марта 1982 года.

## Награды и премии
- Знак «Участнику боёв у Халхин-Гола» (МНР).
- Медаль «За отвагу в боях на Халхин-Голе», медали «30 лет», «40 лет» Халхин-Гольской битвы (МНР).
- Орден Отечественной войны II степени (1985).
- Медаль «За трудовое отличие» (31.10.1940) — за выдающиеся заслуги в деле развития Бурят-Монгольского театрального и музыкального искусства
- Медаль «За оборону Москвы»
- Медаль «За победу над Германией в Великой Отечественной войне 1941—1945 гг.» (1946).
- Юбилейная медаль «Двадцать лет Победы в Великой Отечественной войне 1941—1945 гг.» (1966).
- Юбилейная медаль «Тридцать лет Победы в Великой Отечественной войне 1941—1945 гг.» (1976).
- Юбилейная медаль «30 лет Советской Армии и Флота» (1948).
- Юбилейная медаль «50 лет Вооружённых Сил СССР» (1969).
- Юбилейная медаль «60 лет Вооружённых Сил СССР» (1979).
- Медаль «В ознаменование 100-летия со дня рождения Владимира Ильича Ленина» (1970).
- Народный артист Бурятской АССР (1959).
- Заслуженный артист РСФСР (1.11.1973)
- Народный артист РСФСР (13.09.1976)

## Работы в театре
- «Два друга» Н. Балдано
- «Кнут Тайши» Намсараева — Гончик
- «Огни на реке» Батожабая — Шагтами
- «Гроза» А. Островского — Тихон
- «Женитьба» Н. Гоголя — Подколесин
- «Тайфун» Цао Юя — Лу Да Хай
- «Барометр показывает бурю» Батожабая — Ранжуров
- «На той стороне» Барянова — Нецветаев
- «Калиновая роща» А. Корнейчука — Ветровой
- «Слуга двух господ» К. Гольдони — Флориндо Аретузи
- «Отелло» У. Шекспира — Людовико
- «Пять пальцев руки» Лодойдамбы — Хунчанари
- «Семьдесят небылиц» Ч. Ойдова — Галдан-Ноен
- «Кремлёвские куранты» Н. Погодина
- «Горе от ума» Н. Гоголя
- «У истока родника» — колхозник Галши
- «Пламя великого костра» Н. Балдано — Найдан Максаров
- «Чужое горе» Д. Дылгырова

## Фильмография
1. 1951 — Пржевальский — монгольский пастух
2. 1956 — Песня табунщика — табунщик (как Д. Дандуков)
3. 1968 — Последний угон — Балбар
4. 1978 — Стеклянные бусы — Афанасий